# アルプ＝ド＝オート＝プロヴァンス県の郡
アルプ＝ド＝オート＝プロヴァンス県の郡では、フランスのアルプ＝ド＝オート＝プロヴァンス県にある郡について解説する。

## 郡の一覧
アルプ＝ド＝オート＝プロヴァンス県には、4つの郡が存在し、4郡の合計で、30の小郡、200のコミューンがある。
- バルセロネット郡（郡庁所在地：バルセロネット）

2の小郡、16のコミューンがある。郡の人口は、1990年には7,248人、1999年には7,569人で、4.43％減少している。
- カステラーヌ郡（郡庁所在地：カステラーヌ）

5の小郡、32のコミューンがある。郡の人口は、1990年には7,970人、1999年には8,125人で、1.94％増加している。
- ディーニュ＝レ＝バン郡（県庁所在地：ディーニュ＝レ＝バン）

10の小郡、65のコミューンがある。郡の人口は、1990年には44,723人、1999年には48,128人で、7.61％増加している。
- フォルカルキエ郡（郡庁所在地：フォルカルキエ）

13の小郡、87のコミューンがある。郡の人口は、1990年には70,942人、1999年には75,739人で、6.76％減少している。